# Liste der Bodendenkmäler in Dombühl
Auf dieser Seite sind die Bodendenkmäler in dem mittelfränkischen Markt Dombühl zusammengestellt. Diese Tabelle ist eine Teilliste der Liste der Bodendenkmäler in Bayern. Grundlage ist die Bayerische Denkmalliste, die auf Basis des Bayerischen Denkmalschutzgesetzes vom 1. Oktober 1973 erstmals erstellt wurde und seither durch das Bayerische Landesamt für Denkmalpflege geführt wird. Die folgenden Angaben ersetzen nicht die rechtsverbindliche Auskunft der Denkmalschutzbehörde.

## Bodendenkmäler in Dombühl
| Lage                  | Objekt | Akten-Nr.     | Bild           |
| --------------------- | --- | ------------- | -------------- |
| (Standort)            | Freilandstation des Mesolithikums, Siedlung des Neolithikums und der Eisenzeit.                                                                               | D-5-6727-0050 |                |
| (Standort)            | Freilandstation des Mesolithikums | D-5-6727-0052 |                |
| (Standort)            | Siedlung der Steinzeiten. | D-5-6727-0054 |                |
| Rosenau 21 (Standort) | Mittelalterliche und frühneuzeitliche Befunde im Bereich der evangelisch-lutherischen Pfarrkirche St. Veit, Friedhof des Mittelalters und der frühen Neuzeit. | D-5-6727-0085 | weitere Bilder |
| (Standort)            | Kloster des Mittelalters und der frühen Neuzeit. | D-5-6727-0087 |                |